# Kádrová politika KSČ
V komunistickém režimu Československa fungoval tak jako v dalších komunistických státech tzv. systém nomenklatury, který umožnil režimu prověřovat loajalitu vedoucích pracovníků v podnicích a ve struktuře státní správy vůči straně. Kádrová politika Komunistické strany Československa byla postavena na tzv. kádrech, prověřených členech strany, kteří se mohli ucházet o vedoucí místa. Kádrová politika byla procesem, ve kterém byla hlavním cílem stranická výchova lidí. Kádrovou politiku měla aplikovat kádrová práce. Příslušníci komunistické strany brali tuto politiku velice vážně. Její rozšiřování považovali za nejzodpovědnější stranickou úlohu. V konečném důsledku se usilovalo o to, aby kádrovou politiku neprováděli jen kádroví pracovníci, ale i všechny vedoucí orgány strany.

## Rozdělení kádrové politiky

### Časově

#### Předúnorová
Předúnorová kádrová politika měla opoziční charakter, to zahrnovalo obsazování pozic na ministerstvech, centrálních úřadech, podnicích, závodech atd. Před rokem 1948 byl počet obsazených funkcí straníky KSČ celkem vyrovnaný s ostatními stranami.

#### Poúnorová
Ke schvalování kádrů do funkcí sloužily tzv. kádrové pořádky. První směrnice byla vydána v červnu 1948 a upravovala pravomoci stranických orgánů při obsazování vedoucích funkcí – vzhledem k špatné formulaci neměl tento pořádek žádný účinek. To vedlo k vydání další směrnice v lednu 1949, jejímž důsledkem bylo zvýšení počtu funkcí podléhajících schválení stranou. Roku 1957 byl vydán kádrový pořádek o přesunutí pravomocí a obsazování funkcí.

### Metodologicky
- Pasivní (schvalování)
- Aktivní (tvorba nových kádrů)

### Obsahově

#### Pozitivní
Pozitivní kádrová politika spočívala v dosazování vlastních kádrů a netrvala dlouho, protože se zjistilo, že ve straně je mnoho lidí, kteří do ní vstoupili jen kvůli zisku. K těmto kádrům vznikají averze, hlavní je třídní kritérium.

#### Negativní
Negativní kádrová politika spočívala v odstranění nepřátelských kádrů, zejména z řad KSČ, ale také z vedoucích pozic v hospodářškých organizacích. Po převratu v únoru 1948 nastaly čistky, při nichž bylo odstraněno přes 10 tisíc osob. Byla propuštěna inteligence, což zapříčinilo chaos v závodech. Vývoj pokračoval prověřováním stranickosti pomocí prověrek. Dotyčná osoba byla prověřena otázkami a schůze pak hlasovala o tom, zda je osoba prověřená a jestli dostane pochvalu. V opačném případě jí hrozily sankce. Výsledky prověrek, spolu s dalším hodnocením, se také objevily v kádrovém posudku, takže měly pro danou osobu i dlouhodobý negativní efekt.

## Organická struktura kádrové práce
Realizací kádrové práce se zabývaly orgány vytvořené speciálně pro tyto účely.
- Místní organizace – tam působily tzv. kádrové trojky, kádrový referent, vedoucí desítkových důvěrníků, další členové strany
- Závodní orgány – s placeným tajemníkem šlo o kádrové pětky, bez placeného tajemníka o kádrové čtyřky
- Okresní organizace – okresní kádrová komise
- Krajská organizace – krajská kádrová oddělení
  - vedení každodenních činností – rozhodovali jedinci krajské kádrové komise
  - kampaně – rozhodovala celá komise

### Změny v obsahu struktury stranické kádrové práce
Po 9. sjezdu sílila kritika práce kádrové komise a kádrového oddělení, funkce kádrového referenta byla zrušena. Gottwaldem byla vyhlášena 1. října 1951 reorganizace, která měla za cíl zrušit kádrový sekretariát ÚV KSČ a přenést kádrovou práci do všech oddělení. Začaly být zřizovány odbory, které měly kádrovou práci evidovat.

#### Organizace mimostranické kádrové práce
V podnicích začala být zřizována kádrová oddělení a budovány orgány pro kádrovou práci ve výrobní sféře. Podniky s více než 500 zaměstnaní měly Oddělení pro péči o kádry (PPOK), které byly personálně podřízeny závodnímu řediteli a politicky kádrovému oddělení strany. Tato dvojí podřízenost vyvolávala spory. V čele byl vedoucí tajemník (měl to být politicky vyspělý dělník), který měl za úkol rozmisťovat a vybírat kádry Pod sebou měl školní oddělení (organizace školení, kurzů atd.), osobní oddělení (řešilo zaměstnance).
Ústřední dělnické školy
Vzhledem k nízkému počtu dělníků v justici a bezpečnosti byla otevřena Škola důstojnického dorostu a Vojenská akademie, v roce 1951 už bylo 24 škol s 1750 žáky. Zřizovala je generální ředitelství, takže nespadaly pod ministerstvo školství. Výběr žáků byl výsadou strany, měřítky byly politická uvědomělost, schopnost politické a odborné zkušenosti a věk 22 – 40let. Do škol byli vybírání nadprůměrní pracovníci. Hlavním cílem bylo dosazovat školené dělníky na vedoucí místa, ale to se ukázalo jako problém a nakonec sám Zápotocký vyjádřil přání, aby místa nebyla obsazována dělníky. Tím skončilo třídní kritérium.
Stranické školy
Stranické školy měly za cíl vytváření kádrů, první byla založena už v roce 1945. Školy začínají nejdříve kurzy a poté jsou zřízeny jako stálé instituce, v důsledku byla v každém kraji alespoň jedna.

## Problematika kádrové politiky v praxi
Během kádrové práce chyběly kádry, což si strana nechtěla připustit a celou situaci považovala za pouhou neznalost. Schopní a uvědomělí pracovníci byli přesouváni do vedoucích funkcí, takže chyběli v závodech. Další vlna kritiky postihovala nesystematičnost – z každého kraje byl povolán různý počet kádrů, což se nelíbilo krajům, ze kterých jich bylo povoláno mnoho. Navíc někteří lidé byli povoláni do krajů, kde ani neměli uplatnění. Dalším problémem byla neoddělitelnost odbornosti od politické bezúhonnosti. Navíc dělníci nechtěli dělat stranické funkce, protože věděli, že v továrně budou mít vyšší plat. Kvůli těmto problémům se sešla konference v lednu 1949 a usnesla se na výchově náhradníků, ale to taky zkolabovalo, protože si většina funkcionářů nikoho nenašla.